# Ladrão de Bagdá, O Magnífico
Ladrão de Bagdá, O Magnífico é um filme brasileiro de 1975, escrito e dirigido por Victor Lima. O filme é baseado nos contos de As Mil e Uma Noites.

## Elenco
- Ankito ....Omar[2]
- Grande Otelo ....Gênio dos Sete Ventos[2]
- Monique Lafond ....Jasmim[2]
- Anilza Leoni ....Leyla[2]
- Dinah Mezzomo ....Zenóbia[2]
- Milton Vilar ....Sheik Shanazar[2]
- Manfredo Colassanti ....Zaman[2]
- Wilson Grey ....Selim[2]
- Fernando José ....Abdul[2]
- Edson Rabello ....Gilmar[2]
- Gilda Cruz ....Mayla[2]
- Luiz Mendonça ...Aziz[1]
- Maralisi ...Selma[1]
- Francisco Silva ...Aman[1]
- Vanda Costa ...Zuleika[1]

## Ligações Externas
- Ladrão de Bagdá, O Magnífico. no IMDb.